# Dublin, Ohio
Dublin este un oraș în statul Ohio, Statele Unite ale Americii. 